# Pico Gratal
El pico Gratal o peña Gratal es el pico más emblemático de la sierra de Gratal. Está situado dentro del término municipal de La Sotonera en la provincia de Huesca (comunidad autónoma de Aragón, España) al noreste de la capital provincial. Tiene 1563 metros de altura y se puede ascender desde Bolea, desde Arguis o desde Lierta.
- Datos: Q5483133